# Ralph Ludwig (Romanist)
Ralph Ludwig (* 1. November 1956 in Bielefeld) ist ein deutscher Romanist, Sprachwissenschaftler und Hochschullehrer.

## Leben und Wirken
Ludwig studierte Romanistik an der Universität Montpellier in Montpellier, sodann in Freiburg und Grenoble, des Weiteren folgten Studienaufenthalte in Málaga und Salamanca sowie Florenz. Er war Stipendiat der Studienstiftung des deutschen Volkes. im Jahre 1985 erfolgte die Promotion in Freiburg über Modalität und Modus im gesprochenen Französisch, die er anhand eigener Korpusmaterialien untersuchte. Es folgte eine Zeit als Assistent am Romanischen Seminar der Universität Freiburg, zunächst als Mitglied, dann als Teilprojektleiter im Sonderforschungsbereich 321 Mündlichkeit und Schriftlichkeit. Ab 1986 führten ihn längere Aufenthalte in die Karibik, insbesondere nach Guadeloupe, Martinique und Dominica. Als Ergebnis dieser Aufenthalte begann er mit seinem Habilitationsprojekt zur Verschriftlichung der französischen Kreolsprachen. Korpusarbeiten auch auf den Seychellen und Mauritius vervollständigten seine Forschungen. Im Jahre 1992 folgten dann die Habilitation und die Venia legendi. Zahlreiche Feldforschungen und Gastvorträge führten ihn etwa nach Mauritius, Martinique, Guadeloupe, Chile und Uruguay. Gastprofessuren hatte er an der Université des Antilles et de la Guyane. Im Jahre 1995 erhielt er einen Ruf auf die Professur für Romanische Sprachwissenschaft (Schwerpunkte Französisch und Spanisch) an der Martin-Luther-Universität Halle-Wittenberg.
Ludwig ist mit Florence Bruneau-Ludwig verheiratet und hat zwei Kinder.

## Werke (Auswahl)
- Modus zwischen Mündlichkeit und Schriftlichkeit. In Ralph Ludwig:Modalität und Modus im gesprochenen Französisch. Gunter Narr Verlag, Tübingen 1988
- Modalität und Modus im gesprochenen Französisch. Gunter Narr Verlag, Tübingen 1988[2]
- Kreolsprachen zwischen Mündlichkeit und Schriftlichkeit. Zur Syntax und Pragmatik atlantischer Kreolsprachen auf französischer Basis. ScriptOralia 86, Narr, Tübingen 1996